# Агаповка
Ага́повка — село в Челябинской области. Административный центр Агаповского района и Агаповского сельского поселения.

## География
Расположено на левом берегу реки Урал, в 16 км к юго-западу от железнодорожной станции Буранная, в 256 км к юго-западу от центра области города Челябинска (по автодороге 278 км), в 20 км к югу от города Магнитогорска.

## История
Основано в 1902 году казаками-переселенцами из станицы Нижнеозёрной Оренбургской губернии. Новое поселение получило наименование в честь именитого земляка Павла Осиповича Агапова (постановление войскового хозяйственного правления Оренбургского казачьего войска от 19 ноября 1904 года), уроженца станицы Нижнеозёрной, окончившего Михайловскую артиллерийскую академию (1877 г.), академию Генерального штаба (1891 г). Подполковник (1896 г). С 1898 года исполнял должность начальника отделения Главного управления казачьих войск. Полковник (1900 г). С высочайшего соизволения П. О. Агапову присвоено звание почётного казака станицы Нижнеозёрной (1902 г). Начальник казачьего отдела Генерального штаба (1910—1917 гг).
Указом Президиума Верховного Совета РСФСР от 9 октября 1942 г. в черту рабочего посёлка Агаповка вошли посёлок Известкового завода, посёлок Лисья Гора, посёлок Промстрой, посёлок Флюсовая.

## Население
| 1959  | 1970  | 1979  | 1989  | 1995  | 2002  | 2010  |
| ----- | ----- | ----- | ----- | ----- | ----- | ----- |
| 8009  | ↘5976 | ↘5692 | ↗6085 | ↗6410 | ↘6408 | ↗6561 |
| 2021  |       |       |       |       |       |       |
| ↗6913 |       |       |       |       |       |       |

## Инфраструктура
Центральная районная больница, две средних общеобразовательных школы, детско-юношеская спортивная школа, дом детского творчества, комплексный центр социального обслуживания населения, детская школа искусств, районная библиотека, районный и поселенческий дома культуры.

## Религия
Православные храмы
- Церковь Владимирской иконы Божией Матери
- Часовня в память павших воинов-горняков

Мечети
- Мечеть

## Роль в культуре
Агаповка является родиной Кузи, персонажа сериала «Универ».